# Antón Kapustin
Antón Nikoláyevich Kapustin (en ruso: Антон Николаевич Капустин; Moscú, Unión Soviética, 10 de noviembre de 1971) es un físico teórico ruso-estadounidense, profesor de física teórica en el Instituto Tecnológico de California y antiguo miembro del Centro Simons de Geometría y Física de la Universidad de Stony Brook. Su investigación se centra en teoría cuántica de campos y teoría de cuerdas y sus aplicaciones a la física de partículas y la física de la materia condensada. Es hijo del pianista y compositor Nikolái Kapustin.

## Formación
Kapustin obtuvo su título de grado en física en la Universidad Estatal de Moscú en 1993, y se doctoró en Caltech en 1997 bajo la dirección de John Preskill.

## Investigación
Ha realizado importantes contribuciones a las dualidades y otros aspectos de las teorías cuánticas de campos, en particular de teoría topológica cuántica de campos y de teorías de gauge supersimétricas. Junto con Edward Witten, descubrió profundas conexiones entre la dualidad-S de las teorías de gauge supersimétricas y la correspondencia de Langlands geométrica. Más recientemente, se ha centrado en estructuras matemáticas y esquemas de clasificación de teorías topológicas de campos y fases topológicas de simetría protegida.